# Malte
Malte är ett mansnamn med danskt eller möjligen tyskt ursprung vars betydelse är okänd. Eventuellt kan namnet vara en kortform av det nordtyska namnet Helmold som är sammansatt av ord med betydelsen ’hjälm’ och ’makt’. Namnet har använts i Danmark sedan 1200-talet och överfördes till Sverige 1475 via Skåne som då tillhörde Danmark.  
Malte hade sin största period under de tre första decennierna under 1900-talet och var sedan på tillbakagång under senare delen av 1900-talet. Under 2000-talet ökade namnet i popularitet igen. Under 2015 fick sammanlagt 349 pojkar namnet Malte som tilltalsnamn vilket gjorde namnet till det 41:a populäraste namnet det året. Den 31 december 2019 fanns det 8 708 personer med namnet i Sverige, varav 6 057 hade det som tilltalsnamn.
Namnsdag i Sverige: 28 november (sedan 1901). I den finlandssvenska namnsdagslängden har Malte namnsdag 28 november sedan 2020.

## Personer med namnet Malte
- Wilhelm Malte I Putbus, tysk-svensk militär och generalguvernör
- Malthe Conrad Bruun, dansk författare och geograf
- Malte Forssell, filmproducent
- Malte Gårdinger, skådespelare
- Malte Jacobsson, politiker (S), professor, landshövding i Göteborgs och Bohus län
- Malte Mårtensson, fotbollsspelare
- Malte Persson, författare och litteraturkritiker
- Malte Ramel, riksråd och ledamot av Svenska Akademien
- Malte Welin, svensk nationalist på 1930-talet
- Malte Öhrnstedt, psalmförfattare

## Fiktiva
- Malte Lindeman, fiktiv revyfigur gestaltad av Hans Alfredson